# Jürgen Meyer (Künstler)
Jürgen Meyer (* 1945 in Celle) ist ein deutscher Maler.

## Leben und Werk
Jürgen Meyer studierte an der Werkkunstschule Hannover bei Raimund Girke und anschließend von 1967 bis 1972 an der Kunstakademie Düsseldorf bei Joseph Beuys und Erwin Heerich. Meyer lehrte von 1993 bis 1995 an der Hochschule für Bildende Künste Braunschweig, 1998/99 hatte er einen Lehrauftrag an der Hochschule für Gestaltung Offenbach am Main und von 2003 bis 2010 eine Professur an der Kunsthochschule Kassel.
Die Malerei von Jürgen Meyer wird dem Informel zugerechnet.

## Ausstellungen (Auswahl)
Einzelausstellungen
- 2003 Jürgen Meyer – Malerei Fest und Flüssig 1, Kunstverein Arnsberg, Arnsberg
- 2011 Jürgen Meyer. Malerei, Märkisches Museum (Witten), Witten

Gruppenausstellungen
- 1992 documenta IX, Kassel
- 1993 Gent te Gast, Stedelijk Museum voor Actuele Kunst, Gent
- 1996 Farbe, Malerei der 90er Jahre, Kunstmuseum Bonn, Bonn
- 2006 Neuer Reichtum, Kasseler Kunstverein, Kassel
- 2008 Slick Surfaces, Villa Goecke, Krefeld
- 2009 Alpha – DREI Raum für Gegenwartskunst, Köln
- 2010 Zeitgleich-Zeitzeichen 2010: Art & Dialog, Kunsthalle Kempten, Kempten
- 2011 Aufbruch – Malerei und realer Raum, Situation Kunst, Bochum
- 2014 Abstrakt, SPAM Contemporary, Düsseldorf